# Erkki Helamaa
Erkki Ilmari Helamaa, född 11 oktober 1924 i Kärkölä, död 4 juni 2014 i Helsingfors, var en finländsk arkitekt. 
Helamaa utexaminerades från Tekniska högskolan i Helsingfors 1951 och startade därefter en arkitektbyrå tillsammans med makan Kirsti Helamaa. Han utmärkte sig främst vad gäller sjukhusbyggnader och ritade bland annat Tammerfors centralsjukhus och strålbehandlingskliniken vid Helsingfors universitetscentralsjukhus. Han samarbetade med Veijo Martikainen 1955–1969 och ritade då bland annat Mellersta Österbottens centralsjukhus. Han gjorde sig även känd för restaureringar.
Helamaa var professor i byggnadslära vid Tammerfors tekniska högskola 1969–1988 och dess prorektor 1976–1978. Tillsammans med Keijo Heiskanen startade han 1982 en arkitektbyrå i Tammerfors och ritade under denna tid bland annat Tammerfors tekniska högskolas "Tietotalo" i Hervanta (2001), Tammerfors stads "Infotalo" (1999), Soneras kontorsbyggnad i Tammerfors (2000) och en rad byggnader vid teknologicentret Hermia i Hervanta (2001–2002).